# Ле Хюїнь Дик
Ле Хюїнь Дик (в'єт. Lê Huỳnh Đức, нар. 20 квітня 1972, Хошимін) — в'єтнамський футболіст, що грав на позиції нападника, зокрема за національну збірну В'єтнаму. По завершенні ігрової кар'єри — тренер. З 2023 року очолює тренерський штаб команди «Біньзионг».

## Клубна кар'єра
У дорослому футболі дебютував 1991 року виступами за «Куанху». Протягом решти 1990-х грав у складі хошимінського «Конгана».
Протягом 2001 року захищав кольори китайського «Чунцін Ліфань», за який провів лише декілька ігор, не закріпившись у його складі.
2002 року повернувся на батьківщину, приєднавшись до команди НХДА. 2004 року перейшов до «Дананга», за який відіграв останні чотири сезони своєї професійної кар'єри.

## Виступи за збірну
1995 року дебютував в офіційних матчах у складі національної збірної В'єтнаму.
Загалом протягом кар'єри в національній команді, яка тривала 10 років, провів у її формі 63 матчі, забивши 30 голів.

## Кар'єра тренера
Розпочав тренерську кар'єру невдовзі по завершенні кар'єри гравця, 2008 року, очоливши тренерський штаб клубу «Дананг», де пропрацював з 2008 по 2017 рік. Пізніше трунвав цю ж команду у 2019–2021 роках.
2023 року очолив тренерський штаб команди «Біньзионг».